# Mauritiusboa
Die Mauritiusboa (Bolyeria multocarinata) ist die einzige Art der Gattung Bolyeria innerhalb der Familie der Bolyerschlangen. Sie ist vermutlich ausgestorben und war endemisch auf der kleinen Insel Round Island bei Mauritius. Sie darf nicht verwechselt werden mit der heute noch auf Round Island vorkommenden Round-Island-Boa (Casarea dussumieri) aus der monotypischen Schlangengattung Casarea.

## Beschreibung
Die Mauritiusboa erreichte eine Länge von 100 cm und hatte ein längsgeripptes Schuppenkleid. Im Gegensatz zu anderen Boas fehlte bei ihr der Beckengürtel. Sie war durch eine spitze Schnauze und einen zylinderförmigen Körper und Kopf gekennzeichnet. Die Färbung war bräunlich.

## Lebensraum und Nahrung
Die Mauritiusboa hatte ein extrem eingeschränktes Verbreitungsgebiet von nur 1,5 km². Ihr Lebensraum bestand aus Hartholzwäldern und Palmsavannen. Sie lebte auf Steinfeldern und in Felsspalten und ernährte sich vermutlich von Skinken und Geckos. In der Vergangenheit war Bolyeria auch von Mauritius bekannt. Hier wurde die Schlange vermutlich durch Schweine ausgerottet.

## Aussterben
Bereits 1949 galt die Mauritiusboa als sehr selten. 1975 wurde sie zuletzt gesehen. Als Grund für ihr Verschwinden wird Lebensraumverlust aufgrund der Bodenerosion angenommen, die durch die Überweidung durch Ziegen und Kaninchen verursacht wurde.